# Addex Therapeutics
Die Addex Therapeutics Ltd mit Sitz in Plan-les-Ouates bei Genf ist ein Schweizer Biopharmazie-Unternehmen, das allosterische Modulatoren erforscht und entwickelt. Das 2002 gegründete Unternehmen beschäftigt acht Mitarbeiter und ist seit Mai 2007 an der Schweizer Börse (Swiss Exchange) kotiert.

## Tätigkeitsgebiet
Die Forschung und Produktentwicklung bei Addex konzentriert sich auf allosterische Modulatoren von G-Protein-gekoppelten Rezeptoren. Das Unternehmen verfügt über eine Pipeline mit verschiedenen Produktkandidaten, wovon sich eines im fortgeschrittenen Stadium befindet. Diese werden durch Partnerschaften zusammen mit Merck & Co., Inc. und Johnson & Johnson entwickelt.
Der am weitest fortgeschrittene Arzneimittelkandidat des Herstellers ist ADX10059, ein Wirkstoff zur Behandlung von Migräne und gastroösophagealer Refluxerkrankung, und befindet sich in Phase IIa.